# Dopravní podnik města Pardubic
Dopravní podnik města Pardubic (DPMP) – spółka akcyjna będąca operatorem miejskiego transportu publicznego w Pardubicach. Przedsiębiorstwo w obecnej formie prawnej istnieje od 1996 r., jego siedziba znajduje się przy ulicy Teplého 2141 w Pardubicach. Jedynym akcjonariuszem jest miasto Pardubice.
W 2018 r. DPMP obsługiwał 16 linii autobusowych i 8 linii trolejbusowych. Według stanu z 2018 r. DPMP dysponował 76 autobusami i 75 trolejbusami, które w ciągu roku wykonały 5 720 079 wozokilometrów.

## Struktura organizacyjna
Stan z 12 sierpnia 2020 r.

### Rada dyrektorów
- Przewodniczący: Robert Klčo
- Wiceprzewodniczący: Tomáš Pelikán
- Członkowie: Jaroslav Mojžíš, Petr Netolický, Vladimír Ninger

### Rada nadzorcza
- Przewodniczący: Martin Kolovratník
- Członkowie: Miroslav Petržílek, Vít Vavřina, Martin Slezák, Vladimír Buš